# Franz Xaver Nißl

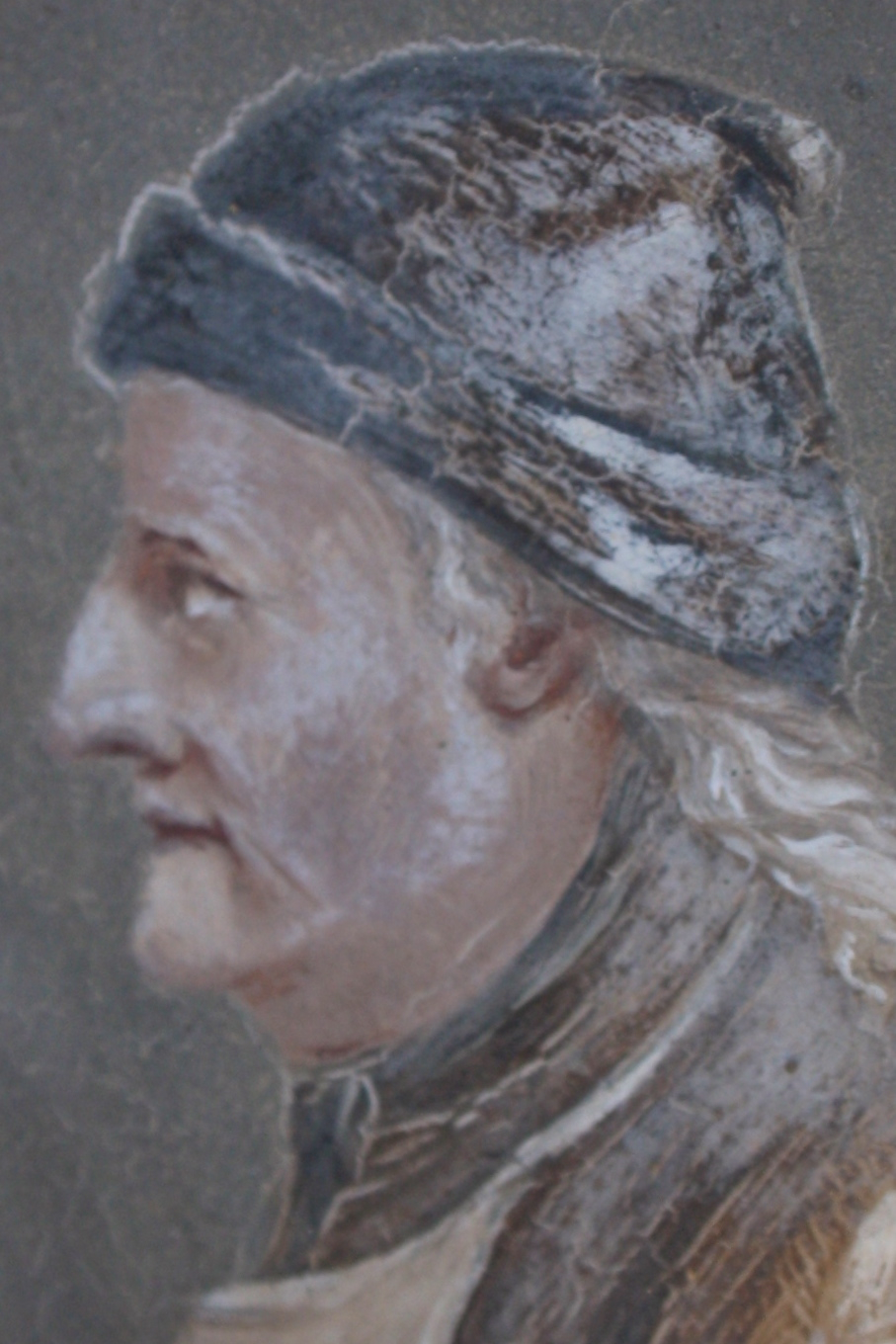
Franz Xaver Nißl auf einem Porträtmedaillon an seinem Grab in Fügen

Franz Xaver Nißl (auch Nissl; * 26. Juli 1731 in Fügen im Zillertal; † 4. Dezember 1804 ebenda) war ein bedeutender Tiroler Bildhauer.

## Leben
Sohn des „Bäckenwirts“, lernte Nißl sein Handwerk beim Haller Bildhauer Gregor Fritz vermutlich zwischen 1745 und 1750 und dann mit höchster Wahrscheinlichkeit in München beim bayerischen Hofbildhauer Johann Baptist Straub. Um 1756 eröffnete er seine eigene Werkstätte in Fügen.
Obwohl Nißl in Fügen zwölf Bildhauergesellen beschäftigte und die Werkstätte von seinem Neffen Franz Serafikus Nißl (1771–1855) weitergeführt wurde, sind außer diesem und allenfalls Anton Huber (* 3. März 1768 in Fügen; † 4. März 1840 in Fügen) keine Schüler zu nennen. Ein bemerkenswerter Schüler des Franz Seraficus war dann Johann Baptist Pendl (* 22. Juni 1791; † 14. März 1859) aus Galler in Aschau im Zillertal, der 1816 nach Meran ging. Franz Xaver Nißl starb unverheiratet.

## Werk
Nißl löste sich bald vom höfischen Rokoko und fand zu einem selbständigen naturalistischen Stil, der Münchner Eleganz mit Tiroler Bodenständigkeit verbindet und etwa in den Büßerfiguren der Fiechter Stiftskirche einen Höhepunkt findet (1773–1774). Zuvor hatte er dort die Reliefs auf den Stuhlwangen des Kirchengestühls gestaltet, weiters ein Chorgestühl und eine Kanzel (beide sind verlorengegangen, ebenso wie der Großteil der Werke, die er für Seitenaltäre in Fiecht anfertigte). Einer seiner frühesten größeren Aufträge dürfte 1759 der Fiechter Notburga-Altar gewesen sein, von dem nur zwei Statuen, nämlich die Heiligen Wendelin und Isidor, sowie zwei Puttengruppen erhalten sind. Eine davon befindet sich im Landesmuseum Ferdinandeum in Innsbruck.
Bedeutsame Plastiken entstanden beispielsweise für die Pfarrkirchen von Eben am Achensee, Gerlos, Niederdorf, Alpbach und Fügen, Reliefs mit Darstellungen der Vierzehn Nothelfer und der Steinigung des Stephanus sowie um 1765 ein nur mehr in einzelnen Figuren erhaltener Altar für die Pfarrkirche von Stumm im Zillertal.
Im fortgeschrittenen Alter baute er auch Krippen: um 1780 für die Dekanatskirche Fügen, 1794 für die Kapelle der Brixener Hofburg (Wechselkrippe mit Weihnachts- und Fastenzyklus, mit gut 500 Figuren), jetzt im Diözesanmuseum Brixen. Weitere Nißl-Krippen befinden sich in Privatbesitz.
Werke
- 1799 Seitliche Konsolfiguren Antonius Eremit und Hieronymus am Hochaltar der Pfarrkirche Hallein

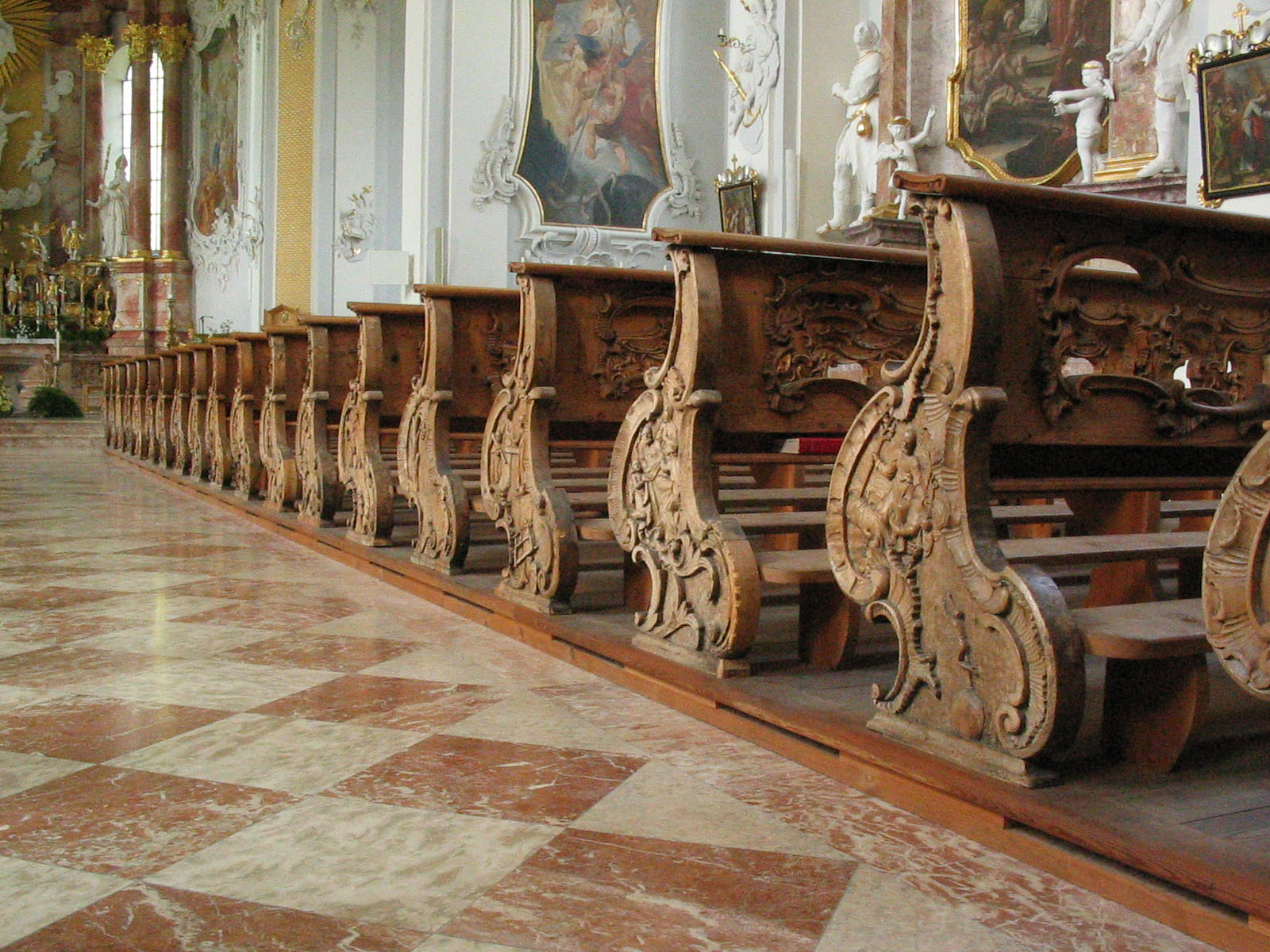
80 Stuhlwangen (1772–1773), Abtei St. Georgenberg-Fiecht
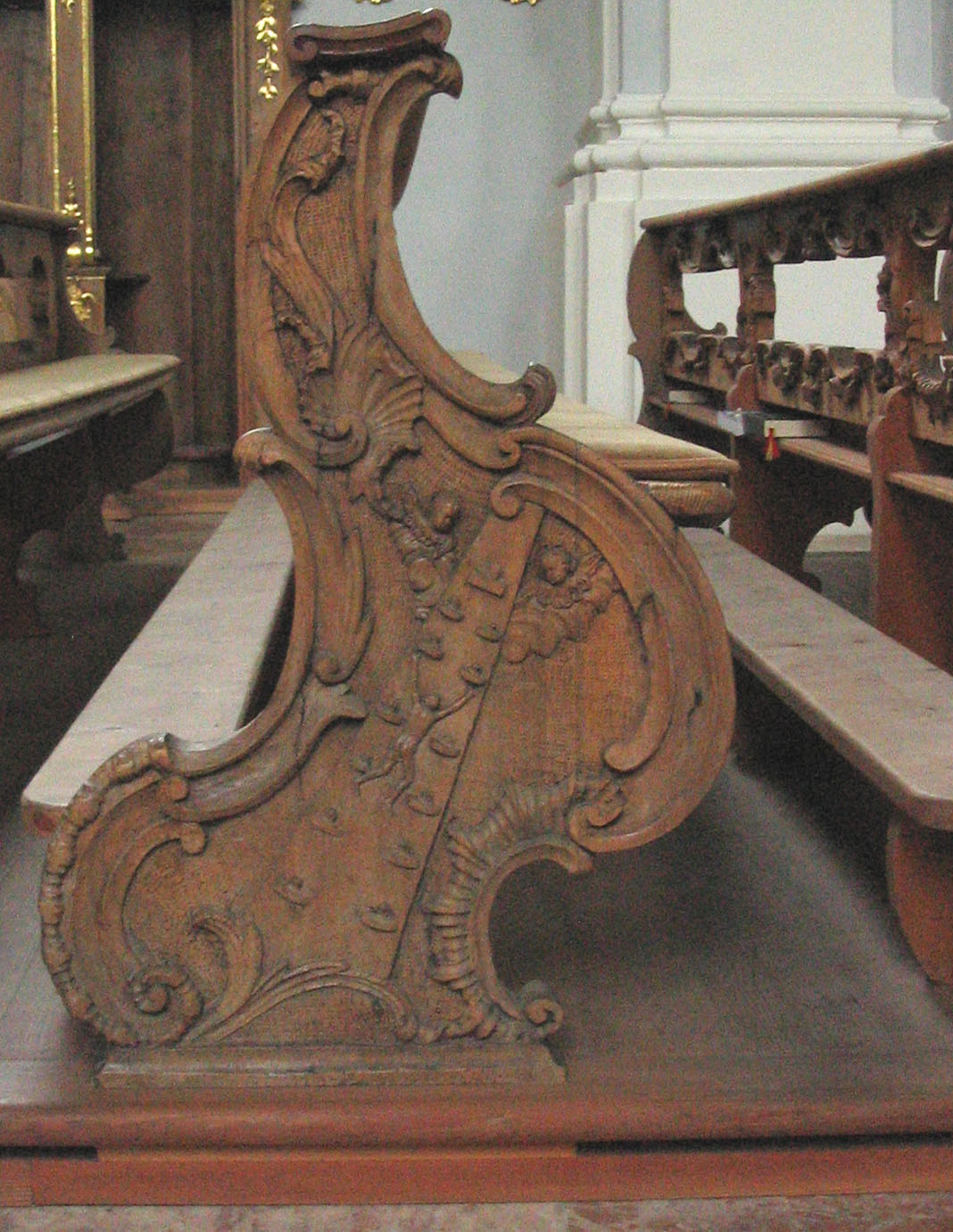
Motiv Tod des Hl. Benedikt (1772–1773) nach einem Stich der Gebrüder Klauber (Augsburg 1768 [?]), Abtei St. Georgenberg-Fiecht
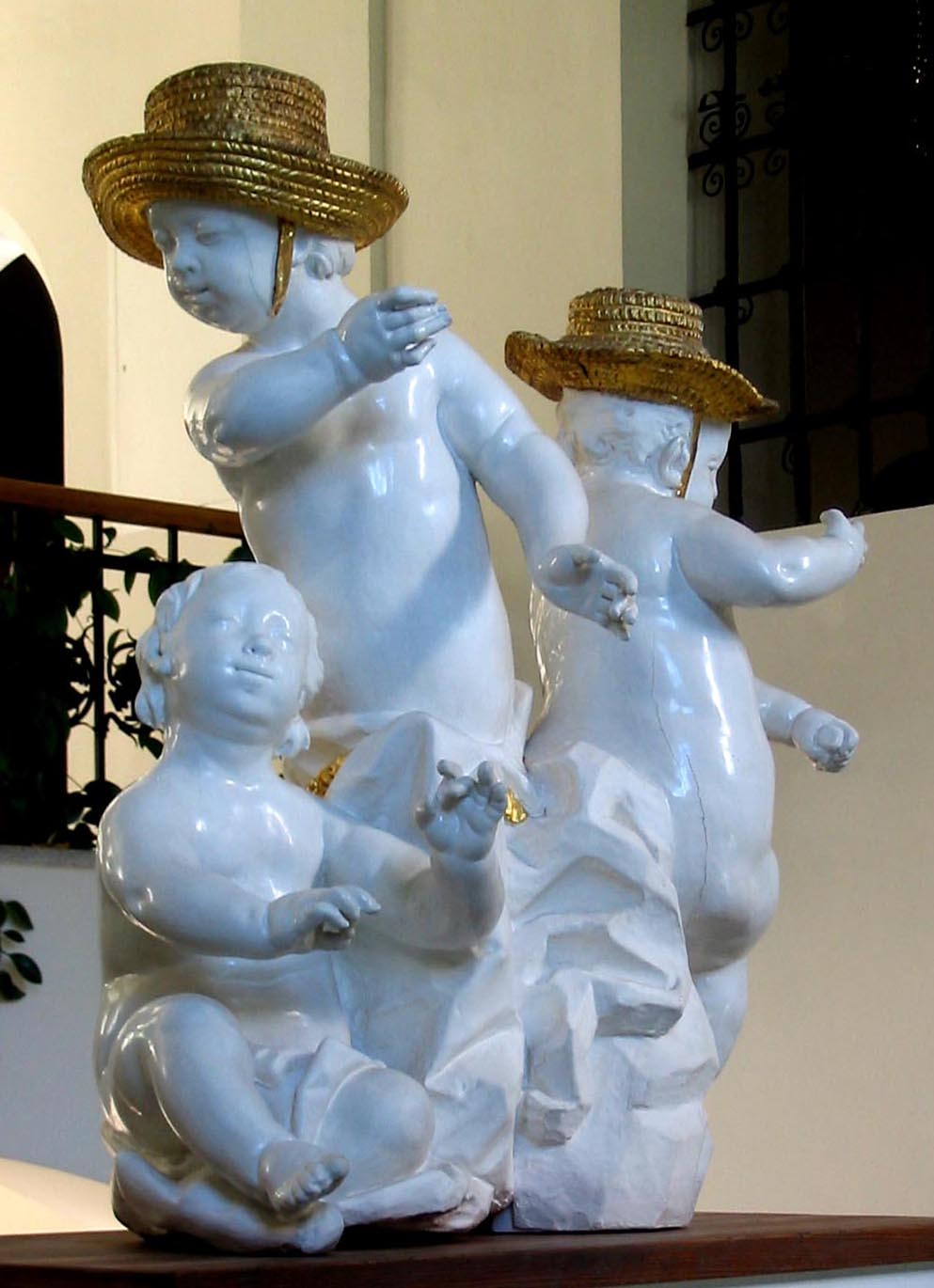
Puttengruppe Bäuerliche Verrichtungen, Notburga-Altar (1759), Abtei St. Georgenberg-Fiecht
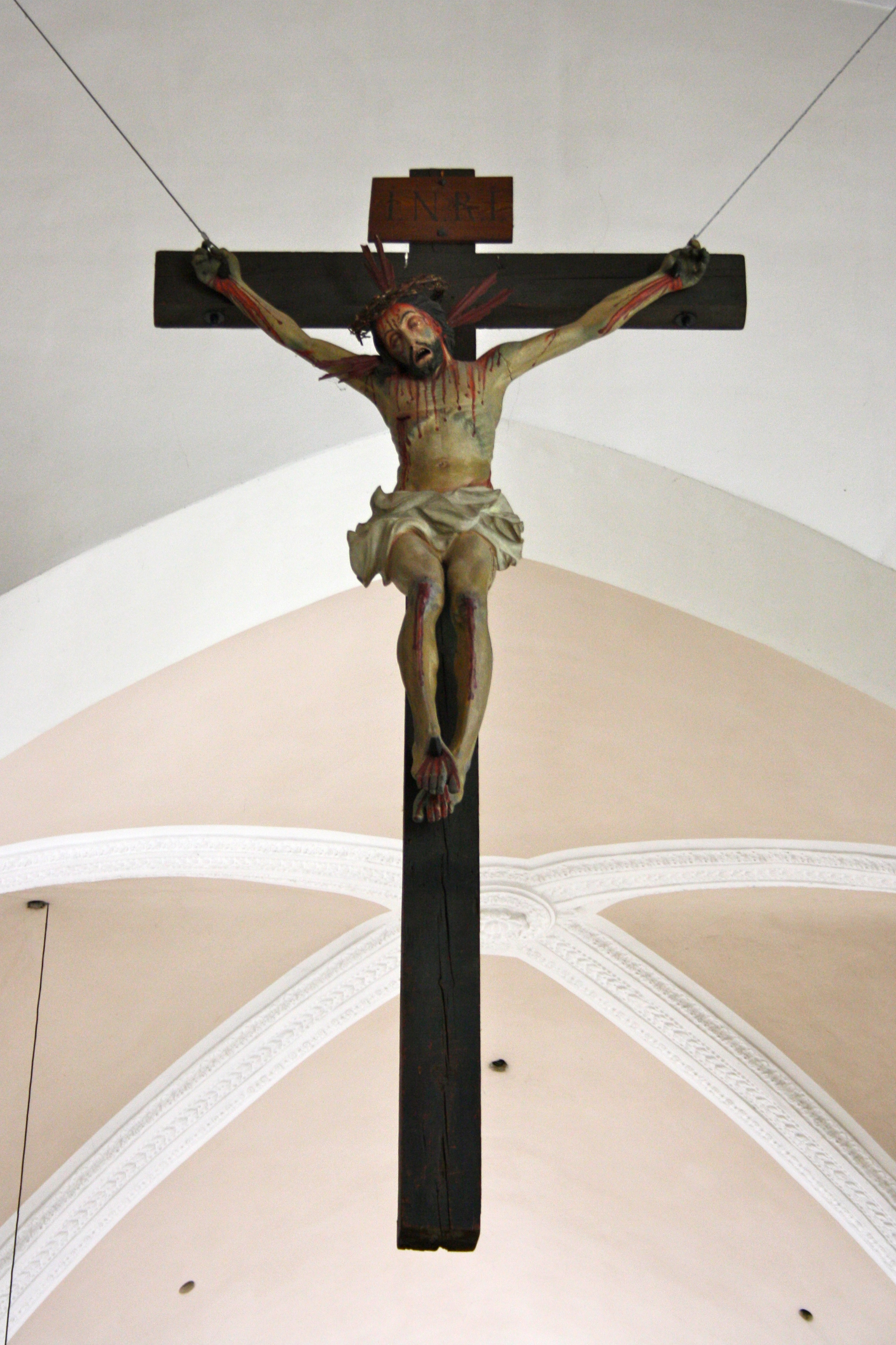
Kruzifix (1774), Pfarrkirche Mariä Himmelfahrt in Fügen